# Gamaselliphis grahamstowni
Gamaselliphis grahamstowni är en spindeldjursart som först beskrevs av Ryke 1961.  Gamaselliphis grahamstowni ingår i släktet Gamaselliphis och familjen Ologamasidae. Inga underarter finns listade i Catalogue of Life.